# USS William P. Lawrence (DDG-110)
O USS William P. Lawrence é um destroyer da classe Arleigh Burke pertencente a Marinha de Guerra dos Estados Unidos.